# Правова система Андорри
Правова система Андорри — це система правових явищ, що функціонує в межах суспільства Князівства Андорра. Входить в романо-германську правову сім'ю.

## Становлення правової системи Андорри
В великій мірі право Князівства Андорра до теперішнього часу залишається некодифікованим, однак його можна віднести до романо-германської правової сім’ї. На даний момент у країні діють 2 великих компіляції різноманітних (адміністративних, цивільних, кримінальних тощо) звичаїв, які є діючими на даний момент. У 1748 р. була видана одна з них – Manual Digesto («Мануаль Дігесто»), яка нараховує в собі 6 томів. Окрім них, в Андоррі існують й інші джерела права, наприклад: Закони Андорри, які приймає Парламент, декрети Співправителів, Закони та звичаї Каталонії до 1716 р., канонічне право та римське право, яке було зібрано в Третій Компіляції Каталонії (1704 р.). В Князівстві також інколи виникають випадки, коли застосовуються норми права французького та іспанського законодавства. «Андорра визнає принципи міжнародного публічного права, які можуть універсально застосовуватися» - говориться в п.3 ст.3 Конституції Князівства Андорра, яка була прийнята 1993 р.
До 1716 р., коли Каталонія була позбавлена законодавчих повноважень, які перейшли до Мадриду, право Каталонії використовувалось Андоррою. Саме це зумовило тісний зв’язок історії права Каталонії з речовим правом Князівства. Щодо особливостей сімейного права, то п.1 ст.13 говорить – «Закон визначає правила, що стосуються шлюбу і громадянського стану осіб. Цивільні наслідки церковного шлюбу визнаються Державою», та п.3 ст. 13 – «Подружжя має рівні права і обов'язки. Діти рівні перед законом, незалежно від їх спорідненості»; однак, протягом багатьох століть визнається абсолютна одноособова влада голови родини – casa («дома»). Діє частина декретів, пов’язаних з торговельним правом, однак воно розвинене слабко. Ще однією особливістю права Андорри є те, що іноземцям заборонено мати у власності землю на території Князівства.
Профспілки та страйки робітників були заборонені до прийняття у 1993 р. Конституції. На теперішній час об’єднання робітників Конституцією дозволено, однак нічого не говориться про страйки. Тому можна констатувати, що трудове право також залишається нерозвиненим.
До 1990 р. в кримінальних справах суди застосовували звичаєве право, інколи застосовувалась смертна кара (останній раз у 1943 р.), після чого був прийнятий КК, який впорядкував кримінальне законодавство. У 1990 р. смертна кара була заборонена в КК, після чого це було закріплено ст.8 Конституції.
Кримінально-процесуальний Кодекс Князівства Андорра 1984 р. заснований на звичаєвому праві та декретах Співправителів. Він встановлює порядок судочинства та заснований на демократичних принципах. Підкріплюється це все також ст. 9 Конституції.. 

## Судова система та органи контролю
Згідно зі ст. 87 Конституції - «Судова функція здійснюється на основі закону суддями першої інстанції, судами, кримінальними трибуналами, Верховним судом Правосуддя Андорри, а також головами цих судів». 
Суди першої інстанції мають в своїй структурі 3 відділення: цивільне, кримінальне та адміністративне. Справи розглядаються одноособово. Серйозні кримінальні справи розглядаються кримінальними трибуналами у складі 3 суддів. 
Кримінальні трибунали розглядають серйозні кримінальні правопорушення та здійснюють нагляд за виконанням покарань. Також вони є апеляційною інстанцією для судів першої інстанцією.  
Верховний Суд Правосуддя Андорри поділяється на 3 відділення: цивільне, кримінальне та по питанню адміністративного права та соціального забезпечення. Є найвищою ланкою в структурі судів загальної юрисдикції. Є апеляційною інстанцією для Кримінального трибуналу. 
5 членів, які призначаються по одному від кожного Співправителів, голови парламенту, Голови уряду та колективно членами суддівського товариства утворюють Вищу Раду Правосуддя, яка повинна забезпечувати належне функціонування судової системи та наглядати за принципом незалежності. Всі судді та члени ВЩП обираються строком на 6 років. 
ВЩП по пропозиції Парламенту призначає членів прокуратури строком на 6 років. Очолює прокуратуру Генеральний прокурор. Головна функція – кримінальне переслідування. 
Ст. 95 говорить – «1. Конституційний Трибунал є верховним тлумачем Конституції; він засідає як судовий орган і його рішення ставляться в обов'язок органів державної влади та приватних осіб; 2. Конституційний Трибунал приймає свій регламент і здійснює свої функції, підкоряючись тільки Конституції і спеціального закону, які регулюють його діяльність». А також ст. 96 – «1. Конституційний Трибунал складається з чотирьох конституційних суддів, які призначаються по одному - кожним з Співправителем і двома - Генеральною радою, з осіб, які мають визнаний юридичний або службовий досвід. Вони призначаються на вісім років і їх мандат не підлягає безпосередньому відновленню. Оновлення складу Конституційного Трибуналу проводиться частково. Умови несумісності встановлюються спеціальним законом, згаданим в попередній статті; 2.Головує в Трибуналі протягом двох років один із суддів з подальшою ротацією».